# Roman Wörndle
Roman Wörndle (* 4. Oktober 1913 in Partenkirchen; † 2. Februar 1942 in Lemniza, Rajon Talatschyn) war ein deutscher Skirennläufer. Er gehörte in den 1930er Jahren zu den besten Skiläufern im Deutschen Reich.

## Karriere
Wörndle nahm 1934 erstmals an Alpinen Skiweltmeisterschaften teil. Bei den Wettkämpfen in St. Moritz belegte er als beste Platzierung Rang 9 in der Abfahrt.
1936 belegte Wörndle bei den Olympischen Winterspielen in Garmisch-Partenkirchen den 5. Platz in der Kombination.
Seine größten Erfolge feierte er im darauffolgenden Jahr, als er bei den Alpinen Skiweltmeisterschaften in Chamonix die Bronzemedaille im Slalom gewann. Zum 1. Mai 1937 trat er der NSDAP bei (Mitgliedsnummer 5.360.820), er war auch Mitglied der SA. Bei den Weltmeisterschaften 1938 im schweizerischen Engelberg belegte er am 5. März noch einmal Rang 5 in der Abfahrt (zeitgleich mit Thaddäus Schwabl) und Rang 6 in der Kombination.
Im Zweiten Weltkrieg diente Wörndle im Rang eines Unteroffiziers in einem Skijagdkommando der Wehrmacht. Wörndle kam als Soldat Anfang 1942 während des Krieges gegen die Sowjetunion an der Ostfront ums Leben.

## Erfolge

### Olympische Winterspiele
- Garmisch-Partenkirchen 1936: 5. Kombination

### Weltmeisterschaften
- St. Moritz 1934: 9. Abfahrt, 18. Kombination[4], 24. Slalom[5]
- Mürren 1935: 14. Slalom[6], 15. Kombination[7], 23. Abfahrt[8]
- Chamonix 1937: 3. Slalom, 8. Kombination[9], 12. Abfahrt[10]
- Engelberg 1938: 5. Abfahrt[11], 6. Kombination[12], 11. Slalom[13]